# Thomas Cup 2004/Qualifikation Asien
Die asiatische Qualifikation zum Thomas Cup 2004 fand vom 17. bis zum 22. Februar 2004 im Stadium Badminton Kuala Lumpur in Malaysia statt. China, Japan, Malaysia, Südkorea und Thailand qualifizierten sich für die Endrunde des Cups.

## Mannschaften
| Mannschaftsaufstellungen | Mannschaftsaufstellungen |
| Team                     | Spieler |
| ------------------------ | --- |
| Volksrepublik China      | Chen Hong, Lin Dan, Xia Xuanze, Bao Chunlai, Chen Yu, Cai Yun, Fu Haifeng, Zheng Bo, Sang Yang, Chen Qiqiu                                                                 |
| Chinesisch Taipeh        | Chien Yu-hsiu, Liao Sheng-shiun, Chen Chih-hao, Chang Jeng-shyuang, Tsai Chia-hsin, Tseng Chung-lin, Huang Shih-chung, Chien Yu-hsun, Lee Wei-jen, Hu Chung-shien          |
| Hongkong                 | Ng Wei, Agus Hariyanto, Yohan Hadikusumo Wiratama, Albertus Susanto Njoto, Hung Yuk Wong, Tam Lok Tin, Lam Hoi Tak, Liu Kwok Wa, Zheng Yumin                               |
| Indien                   | Abhinn Shyam Gupta, Chetan Anand, Arvind Bhat, J. B. S. Vidyadhar, Sachin Ratti, Sanave Thomas, Valiyaveetil Diju, Rupesh Kumar, Jaseel P. Ismail, Markose Bristow         |
| Iran                     | Kaveh Mehrabi, Ali Shahhosseini, Abdul Mohamadian Arash, Golam Reza Bagheri, Jalal Eskandare, Shiri Nikzad                                                                 |
| Japan                    | Shoji Sato, Hidetaka Yamada, Sho Sasaki, Tōru Matsumoto, Keita Masuda, Tadashi Ohtsuka, Shuichi Nakao, Shuichi Sakamoto                                                    |
| Macau                    | Chan Io Chong, Lai Kit Hon, Lo Ion Weng, Leong Kin Fai, Wong Keng Hou, Wan Sze Ming                                                                                        |
| Malaysia                 | Wong Choong Hann, Roslin Hashim, Lee Chong Wei, Kuan Beng Hong, Choong Tan Fook, Lee Wan Wah, Chew Choon Eng, Chang Kim Wai, Koo Kien Keat, Gan Teik Chai                  |
| Pakistan                 | Wajid Ali Chaudhry, Mohammad Wargas Ahmed, Omar Zeeshan, Ahsan Qamar, Shabbar Hussain, Mohammad Atique, Rizwan Asghar Rana, Tahir Ishaq, Ashraf Masih                      |
| Singapur                 | Lee Yen Hui Kendrick, Gerald Ho Hee Teck, Philip Phua, Aaron Tan, Chew Swee Hau, Denny Setiawan, Donny Prasetyo                                                            |
| Sri Lanka                | Niluka Karunaratne, U. D. R. P. Kumara, Niroshan John, Thushara Edirisinghe, Chameera Kumarapperuma, Duminda Jayakody                                                      |
| Südkorea                 | Lee Hyun-il, Shon Seung-mo, Park Tae-sang, Park Sung-hwan, Yim Bang-eun, Kim Yong-hyun, Lee Dong-soo, Yoo Yong-sung, Kim Dong-moon, Ha Tae-kwon                            |
| Thailand                 | Boonsak Ponsana, Anupap Thiraratsakul, Thiraya Lachathaimongkol, Adisak Wirayapadongpong, Pramote Teerawiwatana, Tesana Panvisavas, Sudket Prapakamol, Patapol Ngernsrisuk |
| Vietnam                  | Nguyễn Anh Quốc, Trần Thanh Hải, Nguyễn Tiến Minh, Nguyễn Quang Minh |

## Ergebnisse

### Gruppe A
| Team     | Pts | Pld | W | L | MF | MA |
| -------- | --- | --- | - | - | -- | -- |
| Südkorea | 3   | 3   | 3 | 0 | 15 | 0  |
| Indien   | 2   | 3   | 2 | 1 | 10 | 5  |
| Iran     | 1   | 3   | 1 | 2 | 5  | 10 |
| Macau    | 0   | 3   | 0 | 3 | 0  | 15 |

| 16. Februar 2004 |     |        |
| Südkorea         | 5–0 | Macau  |
| 16. Februar 2004 |     |        |
| Indien           | 5–0 | Iran   |
| 17. Februar 2004 |     |        |
| Südkorea         | 5–0 | Iran   |
| 18. Februar 2004 |     |        |
| Indien           | 5–0 | Macau  |
| 19. Februar 2004 |     |        |
| Iran             | 5–0 | Macau  |
| 19. Februar 2004 |     |        |
| Südkorea         | 5–0 | Indien |

### Gruppe B
| Team         | Pts | Pld | W | L | MF | MA |
| ------------ | --- | --- | - | - | -- | -- |
| Malaysia (H) | 2   | 2   | 2 | 1 | 9  | 1  |
| Hongkong     | 1   | 2   | 1 | 2 | 6  | 4  |
| Sri Lanka    | 0   | 2   | 0 | 3 | 0  | 10 |

| 17. Februar 2004 |     |           |
| Hongkong         | 5–0 | Sri Lanka |
| 18. Februar 2004 |     |           |
| Malaysia         | 5–0 | Sri Lanka |
| 19. Februar 2004 |     |           |
| Malaysia         | 4–1 | Hongkong  |

### Gruppe C
| Team     | Pts | Pld | W | L | MF | MA |
| -------- | --- | --- | - | - | -- | -- |
| Japan    | 2   | 2   | 2 | 1 | 10 | 0  |
| Singapur | 1   | 2   | 1 | 2 | 5  | 5  |
| Pakistan | 0   | 2   | 0 | 3 | 0  | 10 |

| 17. Februar 2004 |     |          |
| Singapur         | 5–0 | Pakistan |
| 18. Februar 2004 |     |          |
| Japan            | 5–0 | Pakistan |
| 19. Februar 2004 |     |          |
| Japan            | 5–0 | Singapur |

### Gruppe D
| Team                | Pts | Pld | W | L | MF | MA |
| ------------------- | --- | --- | - | - | -- | -- |
| Volksrepublik China | 3   | 3   | 3 | 0 | 15 | 0  |
| Thailand            | 2   | 3   | 2 | 1 | 9  | 6  |
| Chinesisch Taipeh   | 1   | 3   | 1 | 2 | 3  | 12 |
| Vietnam             | 0   | 3   | 0 | 3 | 2  | 13 |

| 16. Februar 2004    |     |                   |
| Volksrepublik China | 5–0 | Vietnam           |
| 16. Februar 2004    |     |                   |
| Thailand            | 5–0 | Chinesisch Taipeh |
| 17. Februar 2004    |     |                   |
| Volksrepublik China | 5–0 | Chinesisch Taipeh |
| 18. Februar 2004    |     |                   |
| Thailand            | 4–1 | Vietnam           |
| 19. Februar 2004    |     |                   |
| Chinesisch Taipeh   | 3–2 | Vietnam           |
| 19. Februar 2004    |     |                   |
| Volksrepublik China | 5–0 | Thailand          |

### Platz 5 bis 8
|  | 1. Runde | 1. Runde | 1. Runde |  |  | 2. Runde | 2. Runde | 2. Runde |
|  |          |          |          |  |  |          |          |          |
|  |          |          |          |  |  |          |          |          |
|  | A2       | Indien   | 0        |  |  |          |          |          |
|  | B2       | Hongkong | 3        |  |  |          |          |          |
|  |          |          |          |  |  | B2       | Hongkong | 2        |
|  |          |          |          |  |  | D2       | Thailand | 3        |
|  | C2       | Singapur | 0        |  |  |          |          |          |
|  | D2       | Thailand | 3        |  |  |          |          |          |
|  |          |          |          |  |  |          |          |          |

### Spiel um Platz 5
- Thailand- Hongkong 3:2

### Endrunde
|  | Halbfinale | Halbfinale          | Halbfinale |    |                     | Finale           | Finale           | Finale           |
|  |            |                     |            |    |                     |                  |                  |                  |
|  |            |                     |            |    |                     |                  |                  |                  |
|  | A1         | Südkorea            | 0          |    |                     |                  |                  |                  |
|  | B1         | Malaysia            | 3          |    |                     |                  |                  |                  |
|  |            |                     |            | D1 | Volksrepublik China | 3                |                  |                  |
|  |            |                     |            |    | B1                  | Malaysia         | 2                |                  |
|  | C1         | Japan               | 0          |    |                     |                  |                  |                  |
|  | D1         | Volksrepublik China | 3          |    |                     | Spiel um Platz 3 | Spiel um Platz 3 | Spiel um Platz 3 |
|  |            |                     |            |    |                     | A1               | Südkorea         | 3                |
|  | C1         | Japan               | 0          |    |                     |                  |                  |                  |
|  |            |                     |            |    |                     |                  |                  |                  |